# Conospermum amoenum
Conospermum amoenum är en tvåhjärtbladig växtart. Conospermum amoenum ingår i släktet Conospermum och familjen Proteaceae.

## Underarter
Arten delas in i följande underarter:
- C. a. amoenum
- C. a. cuneatum